# Marquess of Cholmondeley

Wappen des Marquess of Cholmondeley

Marquess of Cholmondeley ([ˈtʃʌmli]) ist ein erblicher britischer Adelstitel in der Peerage of the United Kingdom.
Stammsitze der Familie sind Houghton Hall und Cholmondeley Castle.

## Verleihung und nachgeordnete Titel

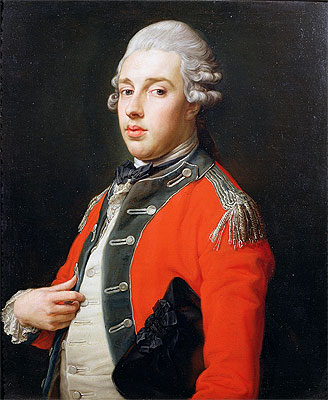
George Cholmondeley, 1. Marquess of Cholmondeley

Der Titel wurde am 22. November 1815 für George James Cholmondeley, 4. Earl of Cholmondeley, geschaffen, der über viele Jahre der Krone gedient hatte, unter anderem als Lord Steward. Zusammen mit der Marquesswürde wurde ihm, ebenfalls in der Peerage of the United Kingdom, der nachgeordnete Titel Earl of Rocksavage, in the County Palatine of Chester, verliehen. Bereits 1770 hatte er von seinem Großvater die folgenden Titel geerbt, die seinen Vorfahren verliehen worden waren:
- Viscount Cholmondeley, of Kells in the County of Meath, der am 29. März 1661 in der Peerage of Ireland seinem Ur-urgroßvater Robert Cholmondeley verliehen worden war;
- Baron Cholmondeley, of Namptwich in the County of Chester, Earl of Cholmondeley und Viscount Malpas, in the County of Chester, die ersterer am 10. April 1689, letztere beide am 29. Dezember 1706 in der Peerage of England seinem Urgroßonkel Hugh Cholmondeley, 2. Viscount Cholmondeley, mit dem Vermerk, dass auch sein Bruder George und dessen Nachfahren den Titel erben können, verliehen worden waren;
- Baron Newborough, of Newborough in the County of Wexford, der am 12. April 1715 in der Peerage of Ireland, sowie Baron Newburgh, of Newburgh in the Isle of Anglesey, der am 10. Juli 1716 in der Peerage of Great Britain seinem Urgroßvater George Cholmondeley, 2. Earl of Cholmondeley, verliehen worden war.

Der älteste Sohn des jeweiligen Marquess führt als Heir apparent den Höflichkeitstitel Earl of Rocksavage, dessen ältester Sohn denjenigen des Viscount Malpas.

### Vorheriger Viscount Cholmondeley
Dem Onkel des oben genannten 1. Viscount Cholmondeley, Sir Robert Cholmondeley, 1. Baronet, war bereits am 2. Juli 1628 in der Peerage of Ireland zum Viscount Cholmondeley, of Kells in the County of Meath, erhoben worden. Ihm wurden zudem am 3. März 1646 in der Peerage of Ireland der Titel Earl of Leinster und am 1. September 1648 in der Peerage of England der Titel Baron Cholmondeley, of Wich Malbank, verliehen worden. Diese Titel erloschen bei seinem Tod am 2. Oktober 1659.

### Lord Great Chamberlain
Der Marquess of Cholmondeley ist Mitinhaber des Amtes des Lord Great Chamberlain, eines der Great Officers of State. Mit einem halben Anteil kann er das Amt während der Amtszeit jedes zweiten Monarchen ausüben. Die andere Hälfte ist in kleine und kleinste Anteile aufgeteilt. In der Regierungszeit von Königin Elisabeth II. haben mehrere Marquesses das Amt innegehabt.
In dieser Funktion ist der Marquess of Cholmondeley, neben dem Duke of Norfolk in seiner Eigenschaft als Earl Marshal, der einzige Peer, der kraft Amtes einen Sitz im House of Lords hat, damit er dort seine zeremoniellen Aufgaben, beispielsweise bei der Parlamentseröffnung, wahrnehmen kann.

## Liste der Viscounts, Earls und Marquesses of Cholmondeley

### Viscounts Cholmondeley, erste Verleihung (1628)
- Robert Cholmondeley, 1. Earl of Leinster, 1. Viscount Cholmondeley (1584–1659)

### Viscounts Cholmondeley, zweite Verleihung (1661)
- Robert Cholmondeley, 1. Viscount Cholmondeley († 1681)
- Hugh Cholmondeley, 2. Viscount Cholmondeley (1662–1725) (1706 zum Earl of Cholmondeley erhoben)

### Earls of Cholmondeley (1706)

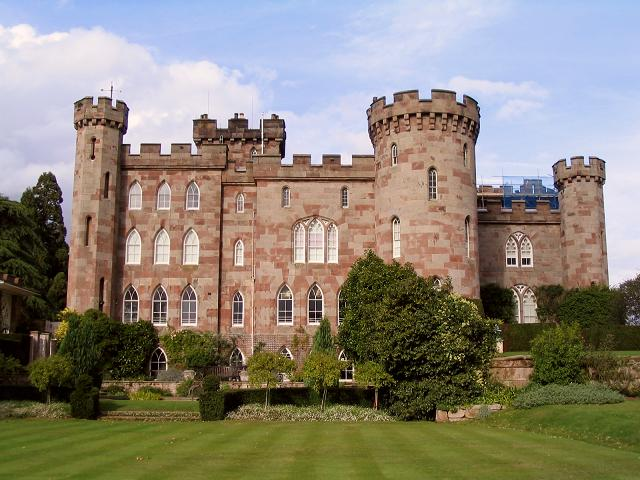
Cholmondeley Castle (Cheshire)

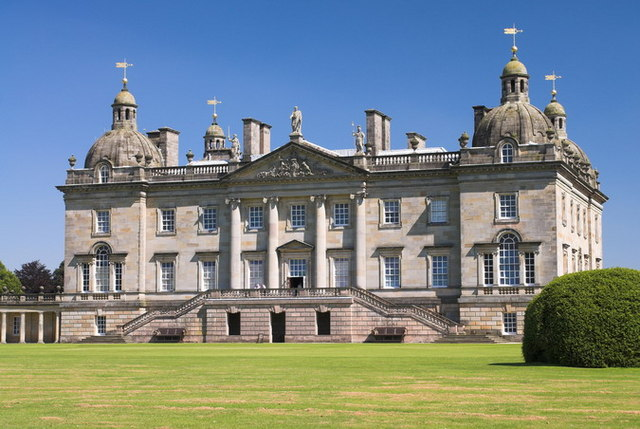
Houghton Hall (Norfolk)

- Hugh Cholmondeley, 1. Earl of Cholmondeley (1662–1725)
- George Cholmondeley, 2. Earl of Cholmondeley (1666–1733)
- George Cholmondeley, 3. Earl of Cholmondeley (1703–1770)
- George James Cholmondeley, 4. Earl of Cholmondeley (1749–1827) (1815 zum Marquess of Cholmondeley erhoben)

### Marquesses of Cholmondeley (1815)
- George James Cholmondeley, 1. Marquess of Cholmondeley (1749–1827)
- George Horatio Cholmondeley, 2. Marquess of Cholmondeley (1792–1870)
- William Henry Hugh Cholmondeley, 3. Marquess of Cholmondeley (1800–1884)
- George Henry Hugh Cholmondeley, 4. Marquess of Cholmondeley (1858–1923)
- George Horatio Charles Cholmondeley, 5. Marquess of Cholmondeley (1883–1968)
- George Hugh Cholmondeley, 6. Marquess of Cholmondeley (1919–1990)
- David George Philip Cholmondeley, 7. Marquess of Cholmondeley (* 1960)

Titelerbe (Heir apparent) ist der älteste Sohn des jetzigen Marquess, Alexander Cholmondeley, Earl of Rocksavage (* 2009).